# Караколь (Єсільський район)
Карако́ль (каз. Қаракөл) — село у складі Єсільського району Акмолинської області Казахстану. Адміністративний центр Каракольського сільського округу.
Населення — 302 особи (2021; 475 у 2009, 592 у 1999, 753 у 1989).
Національний склад станом на 1989 рік:
- росіяни — 47 %.